# Ричард Рамирез
Рикардо Лејва Муњоз Рамирез (шп. Ricardo Leyva Muñoz Ramirez; Ел Пасо, 29. фебруар 1960 — Гринбри, 7. јун 2013)  био је амерички серијски убица. Рамирез је имао надимак Ноћна Ухода јер је проваљивао ноћу у домаћинства људи у Лос Анђелесу. Осуђен је на смрт 1989. године али је преминуо 2013. године чекајући смртну казну у затвору.

## Биографија
Рамирез је рођен у Ел Пасу, Тексас, 29. фебруара 1960. године, у мексичкој породици Хулијана и Мерцедес Рамирез, као најмлађе од петоро деце. Његов отац Хулијан, држављанин Мексика и бивши полицајац  који је касније постао радник на железници био је алкохоличар који је био склон нападима беса који су често резултирали физичким злостављањем његове супруге и деце. Ричард је почео да пуши марихуану и пије алкохол са 10 година.
Као 12-годишњак, Ричард био је под јаким утицајем свог старијег рођака, Мигела Рамиреза - Мајка, одликованог борбеног ветерана Зелених беретки који је и сам је већ постао серијски убица и силоватељ током свог времена у војсци Сједињених Држава у Вијетнамском рату. Мајк се често хвалио својим бруталним ратним злочинима и делио полароидне фотографије са Ричардом на којима су приказане вијетнамске жене које је силовао, убио, раскомадао или обезглавио. Ричард ће касније изјавити док је био у затвору да је био фасциниран сликама и причама које је Мајк поделио с њим. Мајк је свог младог рођака научио неким од својих војних вештина, као што је убијање скривено и ефективно скривање у мраку, посебно ноћу. Отприлике у то време, Ричард је почео да тражи бекство од очевог насилног темперамента спавајући на локалном гробљу.
Ричард је био присутан 4. маја 1973. године, када је Мајк убио своју жену Џеси из пиштоља у лице током свађе.  Рамирез ће касније рећи да присуствовање том чину за њега није било трауматично у било ком смислу, већ предмет фасцинације. Након пуцњаве, Ричард је постао мрзовољан и повучен. Мајк је касније проглашен невиним за Џесино убиство због неурачунљивости, а пуцњава се приписује посттрауматском стресном поремећају из његове службе у Вијетнаму; био је затворен неколико година у Државној менталној болници у Тексасу.
Убрзо након пуцњаве, Ричард се преселио код своје старије сестре Рут и њеног мужа Роберта који је водио Ричарда са собом у његове ноћне подвиге. Након што је Мајк пуштен из менталне болнице 1977. године, понекад је пратио Ричарда и Роберта у овим воајерским шетњама, шпијунирајући жене у оближњим областима кроз њихове прозоре. У време када је Ричард напунио 14 година почетком 1974, почео је често да користи лсд; он и Мајк су наставили везу због заједничке употребе дрога и алкохола. У том периоду Ричард је почео да гаји интересовање за сатанизам и окултизам.
Када је достигао адолесценцију, Ричард Рамирез је почео да спаја своје растуће сексуалне фантазије са експлицитним насиљем, укључујући присилно ропство/БДСМ, убиство, сакаћење и силовање. Док је још био у школи, запослио се у локалном хотелу Холидеј ин и користио свој приступни кључ да пљачка успаване госте. Рамирез је најмање једном приликом злостављао двоје деце у лифту у хотелу, али никада није пријављен нити процесуиран за ово дело. Његов радни однос је изненада прекинут након што је Рамирез покушао да силује жену у њеној хотелској соби, а муж жртве га је ухватио на делу. Иако је муж истукао Рамиреза на лицу места, кривична пријава је одбачена када је пар, који је живео ван државе, одбио да се врати у Тексас да би сведочио против њега.
Рамирез је напустио средњу школу Џеферсон у деветом разреду. Године 1982. у доби од 22 године, преселио се и трајно се настанио у Калифорнији. Отприлике у то време Рамирез је почео да користи кокаин, који је брзо постао његова омиљена супстанца, и почео је да врши крађе и провале како би обезбедио новац за одржавање зависности. Живео је номадски између Сан Франциска и округа Лос Анђелес током овог периода пре његовог затварања. Често је путовао између северних и јужних области Калифорније и пре и током свог једногодишњег криминалног похода.

## Убиства
Рамирез је 10. априла 1984. убио Меј Леунг, деветогодишњу кинеско-америчку девојчицу, у подруму своје стамбене зграде у округу Тендерлоин у Сан Франциску. Леунг је била са својим 8-годишњим братом и тражила изгубљену новчаницу од једног долара када је Рамирез пришао девојчици и рекао јој да га прати у подрум да је пронађе. Када су били у подруму, Рамирез је тукао, задавио и силовао Леунг пре него што ју је насмрт убо ножем, обесивши њено делимично голо тело. Убиство није било повезано са Рамирезом све до 2009. године, када је његов ДНК упарен са узорком добијеним на месту злочина.
Званичници су 2016. открили доказе о другом осумњиченом, идентификованом на основу другог узорка ДНК извађеног са лица места, за кога се верује да је био присутан у овом злочину. Власти нису јавно идентификовале осумњиченог, који је у то време описан као малолетник и нису подигли оптужницу због недостатка доказа.

### Злочини
| #  | Датум           | Жртве                                                     | Место                    | Регион        | Напомене                                             |
| -- | --------------- | --------------------------------------------------------- | ------------------------ | ------------- | ---------------------------------------------------- |
| 1  | 28. јун 1984.   | Џени Винкоу                                               | Гласел Парк, Лос Анђелес | Лос Анђелес   | [ 6 ] [ 7 ]                                          |
| 2  | 17. март 1985.  | Марија Хернандез, Дејл Јоши Оказаки                       | Роузмед                  | Лос Анђелес   | Хернандез преживела                                  |
| 3  | 17. март 1985.  | Вероника Ју                                               | Монтереј Парк            | Лос Анђелес   | [ 9 ]                                                |
| 4  | 17. март 1985.  | Винсент и Максин Зазара                                   | Витиер, Калифорнија      | Лос Анђелес   | [ 10 ] [ 11 ]                                        |
| 5  | 14. мај 1985    | Бил и Лилијан Дојл                                        | Монтереј Парк            | Лос Анђелес   | Лилијан преживела                                    |
| 6  | 29. мај 1985    | Мејбел Бел и Флоренс Ланг                                 | Монровија                | Лос Анђелес   | Обе преживеле напад али је Мејбел умрла од последица |
| 7  | 30. мај 1985    | Керол Кајл и њен син од 11 година                         | Бурбанк                  | Лос Анђелес   | Преживели напад                                      |
| 8  | 2. јул 1985     | Мери Луиз Кенон                                           | Аркадија                 | Лос Анђелес   | [ 15 ]                                               |
| 9  | 5. јул 1985     | Витни Бенет                                               | Сиера Мадре              | Лос Анђелес   | Преживела                                            |
| 10 | 7. јул 1985     | Џојс Нелсон                                               | Монтереј Парк            | Лос Анђелес   | [ 17 ]                                               |
| 11 | 7. јул 1985     | Софи Дикман                                               | Монтереј Парк            | Лос Анђелес   | Преживела                                            |
| 12 | 20. јул 1985    | Лела и Максон Нидинг                                      | Глендејл                 | Лос Анђелес   | [ 19 ]                                               |
| 13 | 20. јул 1985    | Чајнаронг Кованат, Сомкид Кованат и њихов осмогодишњи син | Сунчана долина           | Лос Анђелес   | Сомкид и син су преживели напад                      |
| 14 | 6. август 1985  | Крис и Вирџинија Питерсон                                 | Нортбриџ                 | Лос Анђелес   | Обоје преживели                                      |
| 15 | 8. август 1985  | Сакина и Елијас Абоват и њихов трогодишњи син             | Diamond Bar              | Лос Анђелес   | Сакина и син преживели напад                         |
| 16 | 18. август 1985 | Питер и Барбана Пан                                       | Сан Франциско            | Сан Франциско | Барбара преживела напад                              |
| 17 | 24. август 1985 | Ромеро породица и дечак Џејмс                             | Мишон Вијехо             | Округ Оранџ   | Прекинут напад                                       |
| 18 | 24. август 1985 | Бил Карнс и Инез Ерискон                                  | Мишон Вијехо             | Округ Оранџ   | Обоје преживели                                      |

Дана 24. августа 1985. Рамирез је путовао 122 км јужно од Лос Анђелеса, у украденој наранџастој Тојоти, до Мишон Вијеха. Те ноћи стигао је у дом Ромерових који су се вратили са одмора. Ромеров син, 13-годишњи Џејмс, случајно је био будан. Док је његова породица спавала, Џејмс је изашао из своје куће да узме јастук у камиону, који је био закључан. Када је изашао напољу, чуо је шуштање. Под претпоставком да је у питању животиња, Џејмс је отишао да истражи буку, али није приметио ништа необично. Џејмс је затим отишао у своју гаражу да почне да ради на свом мини бициклу пре него што је чуо Рамирезове кораке испред куће. Мислећи да постоји луталица, Џејмс је, након што је посматрао Рамиреза кроз прозор његове спаваће собе, отишао да пробуди своје родитеље, а Рамирез је побегао са лица места. Џејмс је истрчао напоље и приметио боју, марку и стил аутомобила, као и делимичан број регистарских таблица. Ромеро је контактирао полицију са овом информацијом, верујући да је Џејмс отерао лопова. Исте ноћи је Рамирез провалио у кућу Била Карнса, старог 30 година, и његове веренице, Инез Ериксон, 29 година кроз задња врата. Рамирез је ушао у спаваћу собу успаваног пара и пробудио Карнса када је подигао свој пиштољ калибра 25. Пуцао је Карнса три пута у главу пре него што је скренуо пажњу на Инез. Рамирез јој је рекао да је он „Ноћни прогонитељ“ и натерао је да се закуне да воли Сатану док ју је тукао песницама и везивао краватама из ормана. Након што је украо оно што је могао пронаћи, Рамирез је одвукао Ериксона у другу собу пре него што ју је силовао. Затим је захтевао новац и још накита, и натерао је да се „закуне Сатаном“ да више нема новца. Пре него што је напустио њихов дом, Рамирез је рекао Инез: „Реци им да је Ноћни прогонитељ био овде.“ Ериксонова се одвезала и отишла код комшије да потражи помоћ за свог тешко повређеног вереника. Хирурзи су му извадили два од три метка из главе, а он је преживео повреде.
Ериксонова је истражитељима дала детаљан опис нападача а полиција је добила отисак Рамиреза у кући Ромерових. Украдена Тојота је пронађена напуштена 28. августа у Корејској четврти у Лос Анђелесу, а полиција је узела само један отисак прста са ретровизора упркос Рамирезовим пажљивим напорима да обрише аутомобил од својих отисака. Позитивно је идентификовано да отисак припада Рамирезу, који је описан као 25-годишњи луталица из Тексаса, са дугачким извештајем који је укључивао многа хапшења због саобраћаја и кршења закона о дрогама. Идентификација Рамирезовог отиска описана је као „скоро чудо“ јер је недавно инсталиран систем за његову идентификацију, као и чињеница да је систем садржао отиске прстију криминалаца рођених после 1. јануара 1960. године, само месец дана пре него што је Рамирез био рођен. Дана 29. августа 1985. године, службеници за спровођење закона одлучили су да објаве слику Рамиреза из хапшења због крађе аутомобила из 1984. у медије. На конференцији за новинаре полиције објављено је: „Ми сада знамо ко сте, а ускоро ће и сви остали. Неће бити места где се можете сакрити.“

### Други непотврђени злочини
У ноћи 27. јуна 1985. године, 32-годишња Пети Елејн Хигинс убијена је у свом дому у Аркадији. Злочин је откривен тек 2. јула, када се није појавила на послу. Нападач ју је содомизирао, задавио и пререзао јој врат.
Рамирез је оптужен за убиство и провалу у вези са њеним убиством. Међутим, оптужбе против њега у овом случају су на крају одбачене због недостатка конкретних физичких доказа који повезују убиство са злочинима Ноћне уходе.
На основу изјаве коју је Рамирез дао истражитељу, он је такође осумњичен за двоструко убиство Кристине и Мери Колдвел у Сан Франциску. Сестре Колдвел пронађене су избодене на смрт у свом стану на Телеграф Хилу 20. фебруара 1985. године. Док је био у затвору, Рамирез се отворено хвалио затворском службенику и другим затвореницима да је убио „више од 20 људи“.

## Хапшење и суђење
Рамирез је 30. августа 1985. отишао аутобусом за Тусон, Аризона, да посети свог брата, несвестан да је постао главна прича у готово свим главним новинама и телевизијским вестима широм Калифорније. Пошто није успео да се састане са братом јер није био код куће, Рамирез се вратио у Лос Анђелес рано ујутро 31. августа. Прошао је поред полицајаца, који су обилазили аутобуски терминал у нади да ће ухватити убицу ако покуша да побегне одлазећим аутобусом, и ушао је у продавницу у источном Лос Анђелесу.
Након што је приметио групу старијих латиноамеричких жена које су га са страхом идентификовале као „ел матадор“ („убица“ на шпанском), Рамирез је видео његово лице на насловној страни новина Ла Опинион са насловом који га назива Ноћни нападач и панично је побегао из продавнице. Након што је претрчао аутопут Санта Ана  и покушао је да украде откључани Форд Мустанг, али га је извукао љутити становник Фаустино Пинон. Рамирез је претрчао улицу и покушао да узме кључеве од аутомобила од Анђелине Де Ла Торе. Женин муж, Мануел Де Ла Торе, био је сведок покушаја и ударио Рамиреза по глави стубом ограде у потрази. Група од преко десет становника формирала се и јурила Рамиреза низ улицу Хабард у Бојл Хајтсу. Група грађана је присиљавала и држала Рамиреза и немилосрдно га тукла. Око 8 сати ујутру је позвана полиција због нереда у тој области са неколико детаља који указују на тучу. Полиција је брзо стигла у блок 3700 Хабарда и установила да је Рамирез био тешко претучен, ненаоружан и одвела га у притвор.
Избор пороте за суђење почео је 22. јула 1988. На свом првом појављивању пред судом, Рамирез је подигао руку на којој је био нацртан пентаграм и узвикнуо: „Живела Сатана!“ Дана 3. августа 1988. године, известио је Лос Анђелес тајмс да су неки запослени у затвору чули да Рамирез планира да пуца у тужиоца из пиштоља, који је Рамирез намеравао да прокријумчари у судницу. Због тога је напољу постављен детектор метала и вршени су интензивни претреси људи који су улазили.
Суђење је 14. августа прекинуто јер једна од поротника, Филис Синглетари, није стигла у судницу. Касније тог дана пронађена је упуцана у свом стану. Порота је била ужаснута, питајући се да ли је Рамирез некако режирао овај догађај из своје затворске ћелије и да ли је могао да дође до других поротника. Међутим, на крају је утврђено да Рамирез није одговоран за Синглетарину смрт, јер ју је упуцао и убио њен дечко, који је касније извршио самоубиство истим оружјем у хотелу. Алтернативна поротница која је заменила Синглетари била је превише уплашена да би се вратила својој кући.
Рамирез је 20. септембра 1989. осуђен по свим тачкама оптужнице: тринаест тачака за убиство, пет покушаја убиства, једанаест сексуалних напада и четрнаест провала. Током казнене фазе суђења 7. новембра 1989. осуђен је на смрт у калифорнијској гасној комори. Он је новинарима након смртних казни изјавио: "Велика ствар. Смрт је увек ишла са територијом. Видимо се у Дизниленду." Суђење је коштало 1,8 милиона долара (3,93 милиона долара у доларима 2021.), што је у то време чинило најскупље суђење до 1994. године.

## Романтичне везе
У време суђења, Рамирез је имао обожаваоце који су му писали писма и посећивали га. Био је врло привлачан женама због физичког изгледа. Почевши од 1985. Дорин Лиој му је написала скоро 75 писама током његовог боравка у затвору. Године 1988. Рамирез ју је запросио а 3. октобра 1996. венчали су се у калифорнијском државном затвору Сан Квентин. Много година пре Рамирезове смрти, Лиој је изјавила да ће извршити самоубиство када Рамирез буде погубљен. Међутим, Лиој је на крају напустила Рамиреза 2009. године након што је ДНК потврдио да је силовао и убио деветогодишњу Меј Леунг. У време своје смрти 2013. године, Рамирез је био верен за двадесеттрогодишњу књижевницу.

## Ментално здравље
Психијатар Мајкл Х. Стоун описује Рамиреза као 'направљеног' психопату за разлику од 'рођеног' психопате. Каже да је Рамирезов шизоидни поремећај личности допринео његовој равнодушности према патњи својих жртава и његовој неизлечивости. Стоун је такође изјавио да је Рамирез био онесвешћен и скоро умро у више наврата пре него што је напунио шест година и да је као резултат тога „касније развио епилепсију темпоралног режња, агресивност и хиперсексуалност.“

## Смрт
Рамирез је умро од компликација узрокованих Б-ћелијским лимфомом у општој болници Марин у Гринбреју, Калифорнија, 7. јуна 2013. године. Такође је био заражен хроничном вирусном инфекцијом хепатитиса Ц.